# Lîman Perșîi, Reșetîlivka
Lîman Perșîi (în ucraineană Лиман Перший) este localitatea de reședință a comunei Lîman Perșîi din raionul Reșetîlivka, regiunea Poltava, Ucraina.

## Demografie
Componența lingvistică a localității Lîman Perșîi
     Ucraineană (96,48%)
     Rusă (2,64%)
     Alte limbi (0,59%)
Conform recensământului din 2001, majoritatea populației localității Lîman Perșîi era vorbitoare de ucraineană (96,48%), existând în minoritate și vorbitori de rusă (2,64%).